# David Attenborough
David Frederick Attenborough (Isleworth (Londen), 8 mei 1926) is een Britse bioloog en televisiemaker. Hij is vooral bekend door zijn vele bekroonde natuurdocumentaires die door de Britse omroep BBC worden uitgezonden. Hij is voor zijn waardevolle prestaties opgenomen in een groot aantal orden. In 1985 werd hij geridderd door koningin Elizabeth II en in 2020 wederom, voor zijn verdiensten op het gebied van televisie en natuurbehoud, vandaar mag hij zich 'Sir' noemen.

## Levensloop
David Attenborough werd geboren in de Londense wijk Isleworth, maar groeide op in College House op de campus van de Universiteit van Leicester, waar zijn vader, Frederick Attenborough, rector was. Hij was de middelste van drie zoons. Zijn oudste broer, Richard Attenborough, werd later bekend als acteur en regisseur. Tijdens de Tweede Wereldoorlog adopteerden zijn ouders twee Joodse meisjes die vluchteling waren.
Tijdens zijn jeugd was Attenborough een verwoed verzamelaar van fossielen, stenen en andere objecten uit de natuur. Hij ging naar school in de Wyggeston Grammar School for Boys in Leicester en won in 1945 een beurs voor Clare College, een college van de Universiteit van Cambridge. Daar studeerde hij geologie en dierkunde en verkreeg een graad in de natuurwetenschappen. In 1947 werd hij opgeroepen voor zijn dienstplicht bij de Britse Royal Navy en was twee jaar gestationeerd in Noord-Wales en de Firth of Forth.
In 1950 trouwde Attenborough met Jane Elizabeth Ebsworth Oriel. Ze bleef zijn echtgenote tot aan haar dood in 1997. Ze kregen twee kinderen, Robert en Susan.
Na afloop van zijn dienstplicht begon Attenborough te werken bij een uitgeverij, als redacteur van handboeken wetenschap voor kinderen. In 1950 solliciteerde hij bij de BBC voor een baan als radioproducer. Hij kreeg die aanstelling niet, maar nam het aanbod aan om een opleiding van drie maanden te volgen. In 1952 werd hem een stageplaats aangeboden bij de BBC, die nog in zijn kinderschoenen stond. In 1969 werd Attenborough benoemd tot programmadirecteur van de BBC.

## Belangrijke natuurdocumentaires
Tot Attenboroughs belangrijkste natuurseries kunnen Life on Earth (Het leven op aarde), The Living Planet (De levende planeet) en Trials of Life (Beproevingen van het leven) gerekend worden.
Deze reeksen bekijken de organismen op aarde vanuit het standpunt van respectievelijk evolutie en taxonomie, ecologie en levensloop. Samen worden ze de Life Trilogy (Levenstrilogie) genoemd.
Op de trilogie volgden nog andere "Life"-series: The Private Life of Plants (over planten), Life in the Freezer (over het leven op Antarctica), The Life of Birds (over vogels), The Life of Mammals (over zoogdieren), Life in the Undergrowth (Leven in het kreupelhout, over ongewervelden) en Life in Cold Blood (Leven in koelen bloede, over amfibieën en reptielen).
Thematische series en uitzendingen over uiteenlopende onderwerpen zijn o.a. The First Eden (Het eerste Eden, over natuur en beschaving rond de Middellandse Zee), Lost Worlds, Vanished Lives (Verloren werelden, verdwenen levens, over fossielen) en State of the Planet (De toestand van de planeet, over de bedreiging van ecosystemen op aarde).
Attenborough sprak ook het commentaar in bij meer dan 250 afleveringen van de langlopende reeks Wildlife on One op BBC One (later herhaald als Wildlife on Two op BBC Two), alsmede bij The Blue Planet (De blauwe planeet, over het leven in de oceanen) en Planet Earth (De planeet Aarde, over de diversiteit van leefomgevingen).
Hoewel hij eerder had aangekondigd dat Life in Cold Blood zijn laatste grote productie zou zijn, heeft Attenborough inmiddels nog verscheidene programma's gemaakt, waaronder Charles Darwin and the Tree of Life (over Charles Darwin en de evolutietheorie) en First Life (over het ontstaan van het leven op aarde).
In 2009 schreef hij de teksten voor de BBC-serie Life, een tiendelige reeks die zich vooral richt op uitzonderlijk gedrag bij dieren.
In 2011 presenteerde hij de BBC-serie Frozen Planet (over het leven op Antarctica en het noordpoolgebied).
Op 24 januari 2016 lanceerde BBC One de documentaire Attenborough and the Giant Dinosaur, waarin Sir David Attenborough het verhaal vertelt van de ontdekking en de reconstructie van een onbekende soort dinosauriër. In 2013 bemerkte een herder het uiteinde van een gigantisch fossiel been dat uit een rots stak (een dijbeen met een lengte van 2,4 meter) in de woestijn van Argentinië. De reconstructie van de gevonden beenderen leert dat de dinosauriër (een titanosauriër) een lengte had van 37 meter. Het is tot nu toe de grootst bekende soort.
In 2019 werkte hij samen met het team van Planet Earth aan de eerste natuurdocumentaire van Netflix, Our Planet. Deze documentaire legt een sterke nadruk op de ecologische impact van de mens, dat volgens veel critici te weinig aan bod kwam in andere documentaires. Als vervolg hierop kwam in 2020 David Attenborough: A Life On Our Planet uit, over het leven van Attenborough. Hierin getuigt hij hoe hij zich zorgen maakt over de huidige toestand van het ecosysteem en het klimaat, maar hij deelt ook manieren om hier verandering in te brengen.
In 2025 kwam op Attenboroughs 99e verjaardag de film OCEAN with David Attenborough uit.

### Vertaling en montage
The Life of Mammals is als Het leven van zoogdieren in Nederland uitgezonden en op dvd uitgebracht door de EO. Hierbij is de laatste aflevering, over mensapen en de mens, weggelaten. Tevens zijn verwijzingen naar "miljoenen jaren" en de evolutie om religieuze redenen verwijderd. Na protest van Nederlandse academici liet Attenborough weten dat hij niet akkoord ging met deze wijzigingen. The Life of Mammals is in niet-gecensureerde vorm te zien op de Amerikaanse zender Animal Planet.

## Werken

### Dvd's
Talrijke reeksen van Attenborough worden ook op video uitgebracht.
Hier volgt een selectie van de reeksen die ook op dvd uitgebracht zijn.
- The Tribal Eye (1975)
- Life On Earth (1979)
- The Living Planet (1984)
- The First Eden (1987)
- Lost Worlds, Vanished Lives (1989) (uitgave oktober 2004)
- Trials of Life (1990)
- Life In The Freezer (1993)
- The Private Life Of Plants (1995)
- Survival Island (1996)
- The Life of Birds (1998)
- State Of The Planet (2000; uitgave september 2004)
- The Life Of Mammals (2002)
- Life in the Undergrowth (2005)
- Life in Cold Blood (2008)
- Great Wildlife Moments With David Attenborough
- The Blue Planet (2001)
- Deep Blue (2004, deel van The Blue Planet; uitgave oktober 2004)
- Wildlife Special: The Tiger
- Wildlife Special: The Eagle
- Wildlife Special: The Leopard
- Wildlife Special: The Serpent
- Attenborough in Paradise and Other Personal Voyages bevat zeven documentaires:
  - Attenborough in Paradise (1996)
  - The Lost Gods of Easter Island (2000)
  - The Amber Time Machine (2004)
  - Bowerbirds: The Art of Seduction (2000)
  - The Song of the Earth (2000)
  - A Blank on the Map (1971)
  - Life on Air (2002)
- The Life Collection, dvd-box uitgebracht op 5 december 2005
- Planet Earth (2006)
- Life (2009)
- First Life (2010)
- Frozen Planet (2011)
- Madagascar (2011)
- Africa (2013)

#### Stemacteur
- A Zed & Two Noughts (Filmdrama)
- Wildlife Special: The Tiger
- Wildlife Special: The Eagle
- Wildlife Special: The Leopard
- Wildlife Special: The Serpent
- Stem van de museumcommentator in Robbie The Reindeer: Legend Of The Lost Tribe

### Andere programma's

#### Schrijver en producer
- Zoo Quest
- Eastwards with Attenborough
- The Tribal Eye

#### Producer
- 1986-1991, The Annual Queen's Christmas Message.

## Eerbetoon
Attenborough ontving verschillende prijzen en eretitels vanwege zijn verdiensten. Zo werd hij in 1974 benoemd tot Commandeur in de Orde van het Britse Rijk.
Uit een lijst die de Britse krant The Sunday Telegraph in 2010 samenstelde van mensen die eredoctoraten ontvingen van Britse universiteiten, bleek dat David Attenborough er minstens 32 had, meer dan wie ook. Ook buiten het Verenigd Koninkrijk ontving Attenborough diverse academische eretitels, waaronder een eredoctoraat aan de Universiteit Gent in 1997.
Navolgende levende planten en dieren dragen de naam van deze beroemde natuuronderzoeker: de mierenegelsoort Zaglossus attenboroughi; de Ecuadoraanse boomsoort Blakea attenboroughi; de vleesetende plant Nepenthes attenboroughii; een Peruaanse kikker Pristimantis attenboroughi (iets meer dan twee centimeter lang); de hagedis Platysaurus attenboroughi; de kleine lichtgele koboldspin Prethopalpus attenboroughi en de platworm Cichlidogyrus attenboroughi. Verder vier fossiele soorten: de plesiosauriër Attenborosaurus conybeari (een mariene dinosaurus met een lange nek en vinnen), de sprinkhaan Electrotettix attenboroughi, de vis Materpiscis attenboroughi en het neteldier Auroralumina attenboroughii.
Hij is de naamgever van de RRS Sir David Attenborough, een nieuw onderzoeksschip van het Natural Environment Research Council (NERC). Dit schip wordt per 16 november 2021 gebruikt door het British Antarctic Survey en zal vooral werkzaam zijn in arctische gebieden.